# Lettre ouverte (film, 1953)
Pour les articles homonymes, voir Lettre ouverte (homonymie).
Pour plus de détails, voir Fiche technique et Distribution.
Lettre ouverte (ou Lettre ouverte à un mari) est un film français réalisé par Alex Joffé sorti en 1953.

## Synopsis
Martial Simonet éprouve un sentiment de jalousie maladive envers sa femme Colette. Quand un jour il la surprend à écrire une lettre, il lui demande de la lui montrer. Elle refuse. Martial insiste, utilisant tous les subterfuges possibles pour l'amener à lui révéler le contenu de sa missive. En vain, Colette s'en tient à sa position première. De rage, Martial se met à la surveiller, la voit poster la lettre et parvient à acheter le facteur de façon qu'il lui remette le pli. Pour cela, il lui faut investir cent mille francs, une somme qu'il n'a pas et qu'il décide d'emprunter auprès de... ses beaux-parents !

## Fiche technique
- Titre : Lettre ouverte
- Réalisation : Alex Joffé
- Scénario :  Alex Joffé / Dialogues : Gabriel Arout et Alex Joffé
- Script-girl : Suzanne Durrenberger
- Décors : Robert Clavel, assisté d'Henri Morin
- Directeur de la photographie : Jean Bourgoin
- Photographe de pateau : Roger Corbeau
- Montage : Roger Dwyre
- Son : Pierre-André Bertrand
- Musique : Denis Kieffer
- Producteurs : Pierre Gérin, Ray Ventura, Michel Lesay, Jules Borkon
- Directieur de production : Robert Prévot
- Sociétés de production : Champs-Élysées Productions, Ciné Sélection, Hoche Productions et Les Productions Cinématographiques (L.P.C.)
- Société de distribution : Ciné-Sélection
- Pays :  France
- Format :  Noir et blanc - 1,37:1 - 35 mm - Son mono
- Genre :  Comédie
- Durée : 100 minutes
- Visa de contrôle cinématographique no 13200 délivré le 10 mars 1953
- Date de sortie : 
  - France : 11 mars 1953
- Affiche : Boris Grinsson (France)

## Distribution
- Robert Lamoureux : Martial Simonet
- Geneviève Page : Colette Simonet
- Jean-Marc Thibault : Gaston
- Solange Certain : Henriette
- Pierre Dux : M. Lesage
- Rosy Varte (au générique, sous le nom de Rosy Verte) : Mme Pépin - la concierge
- Jacques Hilling : Le flic - M. Pépin
- Germaine de France : La vieille locataire - Mme Gallot
- Edmond Tamiz : Un locataire
- Lud Germain : Le noir
- Jean Berton : L'inspecteur
- Cécile Didier : La vieille dame
- Paul Villé : Le chauffeur
- Henri Coutet : Un locataire
- Geneviève Morel : La grosse dame
- Claude Castaing : Le monsieur galant
- Jimmy Urbain
- Lucien Guervil
- Georges Wilson : Un locataire
- Grégoire Gromoff
- Denise Kerny : Une dame
- Michel Lemoine : Le peintre
- Paul Bonifas : Honoré
- Marcelle Féry
- Sophie Mallet : Hortense- la bonne
- Mary Marquet : Laurence
- Frédéric Moriss : Un vieux monsieur
- Guy Piérauld : un locataire
- Maurice Chevit : le cafetier
- Teddy Bilis : le dragueur dans la rue